# مفصل (قرآن)
المفصل هي مجموعة من السور تشكل آخر الأقسام الأربعة للقرآن، وموقعها بعد السبع الطوال،والمئين، والمثاني.

## التسمية

### المعنى في اللغة والاصطلاح
المفصل في اللغة: الفصل الحاجز بين شيئين، ومن قوله تعالى: {إِنَّهُ لَقَولٌ فَصْلٌ} 
وفي اصطلاح علماء التفسير: هي السور التي يكثر الفصل بينها بالبسملة لقصرها، وهي ما يلي سور المثاني من سور القرآن.

### سبب تسميتها بالمفصل
قيل لكثرة الفصول فيه، وقيل: لكثرة الفصل بين السور ببسم الله الرحمن الرحيم، وقيل: لقلة المنسوخ فيه. كما روى البخاري عن سعيد بن جبير قال: «إن الذي تدعونه المفصّل هو المحكم»
ويُسمى أيضًا:
1. لباب القرآن: ورد ذلك عن ابن مسعود، قال: «لكل شيء سنام، وسنام القرآن البقرة، وإن لكل شيء لبابا، ولباب القرآن المفصل».[6]
2. نظائر القرآن، لاشتباه بعضها بعضًا في الطول، وقد جاء رجل إلى ابن مسعود، فقال: قرأت المفصل الليلة في ركعة، فقال: «هذًّا كهذِّ الشعر، لقد عرفت النظائر التي كان النبي صلى الله عليه وسلم يقرن بينهن، فذكر عشرين سورة من المفصل، سورتين في كل ركعة».[7]،[8]
3. وتسمى أيضًا: رياض القرآن.[9]

## ذكر المفصّل في السنة
- قال رسول الله ﷺ : «أعطيتُ مكان التوراة السبعَ، وأعطيتُ مكان الزبور المِئِين، وأعطيتُ مكان الإنجيل المثاني، وفضِّلت بالمفصَّل[10]»
- جاء في الحديث عن أبي هريرة قال: «ما صليت وراء أحد أشبه صلاة برسول الله صلى الله عليه وسلم من فلان - قال سليمان راوي الحديث - كان يطيل الركعتين الأوليين من الظهر، ويخفف الأخريين، ويخفف العصر، ويقرأ في المغرب بقصار المفصل، ويقرأ في العشاء بوسط المفصل، ويقرأ في الصبح بطول المفصل».[11]

## موضع سور المفصل في القرآن
المفصل هو لفظ يطلق على السور بَدْءًا من سورة ق إلى آخر المصحف. 

وقيل: إن أوله سورة الحجرات والمفصل ثلاثة أقسام: طوال، وأوساط، وقصار.
- طواله من أول الحجرات إلى سورة البروج.
- أواسطه من سورة الطارق إلى سورة البينة.
- قصاره من سورة الزلزلة إلى آخر القرآن.[12]

واختلف فيه على اثني عشر قولا، فقيل: من الجاثية، وقيل: محمد، وقيل: الحجرات، وقيل: ق، وقيل: الصافات، وقيل: الصف، وقيل: تبارك، وقيل: الفتح، وقيل: الرحمن، وقيل: الإنسان، وقيل: الأعلى، وقيل: الضحى.
والأشهر: أنه من أول سورة ق، وهو الذي رجحه الزركشي في البرهان، والسيوطي في الإتقان.
والدليل على هذا: حديث واثلة بن الأسقع، قال: قلنا لأصحاب رسول الله صلى الله عليه وسلم: كيف تحزبون القرآن؟ قالوا: نحزبه ثلاث سور وخمس سور، وسبع سور، وتسع سور وإحدى عشر سورة، وحزب المفصل فما بين قاف وأسفل.

## أصل ورود هذه القسمة
ينقسم القرآن إلى أربعة أقسام: السبع الطوال، المئين، المثاني، المفصل، وقد وردت هذه القسمة في الحديث النبوي، فعن واثلة بن الأسقع، قال: قال النبي صلى الله عليه وسلم: (أعطيت مكان التوراة السبع الطوال، ومكان الزبور المئين، ومكان الإنجيل المثاني، وفضلت بالمفصل).
وفسر البيهقي هذه الأربع بأن جعل السبع في الحديث: السبع الطوال، والمئين: كل سورة بلغت مائة آية فصاعدا، والمثاني: كل سورة دون المئين وفوق المفصل، والمفصل ما دون ذلك.